# 谢文清 (1922年)
谢文清（1922年—2001年），笔名寒风、温风，男，河南武陟人，中国新闻活动家，原中华人民共和国广播电影电视部副部长，中华全国新闻工作者协会原副主席，第五、六、七届全国政协委员。

## 生平
高小毕业。1938年参加八路军。1939年加入中国共产党。1940年任八路军冀鲁豫军区教导第二旅第4团第一营第3连指导员、营教导员。1942年入延安军事学院工程队学习、1943年随队编入军委俄文学校学习至抗战胜利。
抗战胜利后随延安干部团赴东北，1945年10月中旬抵达承德，被冀热辽分局宣传部长赵毅敏留下分到赤峰的热中地委（书记宋诚），被派到驻赤峰的苏军步兵师政治部任翻译。1946年3月苏军撤军回国后，4月初任赤峰中学教导主任。1946年9月任热中地委机关报《民声报》编辑，向报社的周立波、华山、秋浦等学习业务工作。1946年10月赤峰失守，《民声报》与从承德撤出的《冀热辽日报》合并为《群众日报》设兼新华社冀热辽分社，在林西县出版，社长李锐。1947年初谢文清担任《群众日报》兼新华社冀热辽前线记者，随军采访。1949年1月后担任《天津日报》记者。
建国后，历任新华社湖南分社社长，新华社驻华沙分社首席记者。1956年6月波兰波兹南事件暴发后，谢文清发回了长篇通讯，对中共中央反对苏联出兵，妥善解决波兰问题发回了作用。新华社驻莫斯科分社首席记者，新华社国际部主任。1979年3月任新华社香港分社副社长。1983年4月21日增补为广播电视部党组副书记、副部长。1986年1月20日广播电视部改为广播电影电视部，艾知生任部长、党组书记；谢文清任副部长、党组副书记；聂大江、丁峤、马庆雄、徐崇华任副部长。1987年7月退二线。任中国野生动物保护协会副会长，中国广播电视学会常务副会长，中华全国新闻工作者协会第三届理事会副主席。
2001年患胃癌病逝。

## 著作
著有《时事评论选》、《战地通讯集》等。

## 家庭
长子谢明
女儿谢庆庆
幼子谢三毛